# 氷川神社 (川口市安行)
氷川神社（ひかわじんじゃ）は、埼玉県川口市の神社。

## 歴史
創建年代は不明である。ただ1700年（元禄13年）に拝殿が造営された旨の棟札があることから、江戸時代前期には既に存在していたものと推測される。「円福寺」が別当寺であった。円福寺は真言宗の寺院であったが、明治初期の神仏分離により、廃寺に追い込まれた。
明治に入り、九重神社に合祀される計画があったが、氏子たちの猛反対により、合祀を免れることになった。
1907年（明治40年）の神社合祀により、周辺の4神社が合祀された。4社のうち一つは当社と同じ「氷川社」だったため、本殿に合祀し、その他の3社は境内にまとめられた。現在、まとめられた3社は「三社様」と呼ばれる一つの祠になっている。

## 交通アクセス
- 戸塚安行駅より徒歩16分。